# Confronto vocal
Em psicologia, o confronto vocal, que está relacionado com a autoconfrontação, é o fenômeno de uma pessoa não gostar do som de sua própria voz. O fenômeno é geralmente causado por desilusão devido a diferenças entre o que uma pessoa espera que a sua voz soe para outras pessoas e o que realmente ouve em gravações. Estas diferenças surgem tanto na qualidade de áudio e vídeos, incluindo fatores como a frequência do áudio, como em pistas extralinguísticas sobre sua personalidade.

## Causas
A percepção auditiva da própria voz é diferente quando a pessoa ouve a própria voz ao vivo ou por meio de gravações. Ao ouvir uma gravação de sua própria voz, uma pessoa pode sentir decepção devido à dissonância cognitiva entre sua percepção e expectativa quanto ao som de sua voz.

### Diferenças de áudio
A percepção da audição em humanos é realizada pelo sistema auditivo que recebe ondas sonoras mecânicas no tímpano. Quando a fonte de som é outra pessoa, as ondas sonoras são recebidas somente pelo ar (um estímulo externo). No entanto, quando a fonte de som são as cordas vocais do próprio observador, as ondas sonoras também viajam pelo corpo da pessoa até seus ouvidos (um estímulo interno).
O laringologista Martin Birchall descreveu a audição da própria voz ao falar como "ouvi-la por meio de um complexo de cavernas dentro de nossas próprias cabeças", devido ao fato de o som percorrer os seios nasais e várias partes da cavidade craniana. Como resultado, uma combinação de estímulos internos e externos tem uma qualidade de som e frequências diferentes das dos estímulos externos isolados.
No entanto, as diferenças de qualidade de áudio não são os únicos fatores no confronto vocal, pois os participantes de um estudo de 2013 deram classificações significativamente mais altas à voz quando não a reconheceram como suas próprias vozes.

### Pistas extralinguísticas
Em 1966, Philip Holzman e Clyde Rousey concluíram, com base em seus estudos, que o confronto vocal também decorre de diferenças em "pistas extralinguísticas" que revelam aspectos da personalidade que só são perceptíveis por meio de gravações, como níveis de ansiedade, indecisão, tristeza e raiva. As pessoas estão acostumadas com o som de sua voz a partir da combinação de estímulos internos e externos, de modo que as pessoas "constroem nossa autoimagem e autoimagem vocal em torno do que ouvimos, em vez da realidade", de acordo com Birchall. Em um estudo de 1967, apenas 38% das pessoas conseguiram identificar gravações de sua própria voz dentro de 5 segundos.
A decepção com pistas extralinguísticas pode ser especialmente problemática para pessoas com dismorfia corporal e disforia de gênero, pois elas podem perceber que sua voz soa como a de alguém do gênero oposto.

## Em populações específicas
Em 1967, Holzman, Andrew Berger e Rousey publicaram um estudo de acompanhamento sobre o confronto de vozes em pessoas bilíngues que aprenderam um segundo idioma após os 16 anos de idade. O estudo mostrou que os indivíduos bilíngues sentiam maior desconforto ao ouvir suas próprias vozes gravadas em seu primeiro idioma.
Outro estudo, realizado em 1970, constatou que pessoas com distúrbios da fala apresentavam maior confronto de voz do que aquelas sem esses problemas. Os resultados do mesmo estudo também revelaram que as mulheres apresentam uma "reação diferencial semântica significativamente maior ao ouvir suas próprias vozes".

## Enfermo notável[carecede fontes?]
- Jô Soares